# Gonodonta lecha
Gonodonta lecha là một loài bướm đêm trong họ Noctuidae.